# Drôme
Drôme ( fransk udtale ?) er et fransk departement i regionen Rhône-Alpes. Hovedbyen er Valence, og departementet har 437.778 indbyggere (1999).
- Le Musée virtuel de l'absinthe Arkiveret 14. november 2020 hos  Wayback Machine

- Wikimedia Commons har flere filer relateret til Drôme

45°N 5°Ø / 45°N 5°Ø